# نهال سعد زغلول
نهال سعد زغلول، ناشطة حقوقية ونسوية مصرية ومن مؤسسي حركة «بصمة» في 2012، بالإضافة إلى كونها مسؤلة تطوير أعمال. اختارتها قناة بي بي سي ضمن سلسلتها (100 امرأة) حول تحديات النساء حول العالم ضمن فريق مكافحة التحرش في الشوارع.

## حياتها ومسيرتها
ولدت نهال في 15 أكتوبر 1985. وهي حاصلة على بكالوريوس هندسة في الاتصالات من الأكاديمية العربية للعلوم والتكنولوجيا والنقل البحري، حيث عملت في مجال التنمية لعدة سنوات قبل انخراطها في مجال حقوق المرأة والعنف القائم على التمميز النوعي خاصة بعد ثورة 25 يناير. أسست نهال مع مجموعة من أصدقائها حركة بصمة (Imprint Movement) التي تشارك فيها كمدرب لفريق الحركة أيضاً. ويدور عملها على تطوير قدرات الفريق وبناء منهجه التدريبي وتوسيع شبكة الحركة التي تسعى إلى القضاء على التحرش من خلال التوعية في المحافظات والجامعات. وبصفتها زميلة لبرنامج الحلول المجتمعية، تعتزم تطوير مهاراتها في وضع استراتيجيات للنهوض بحقوق المرأة، ومكافحة العنف القائم التمميز على أساس الجنس.

## تصديها لظاهرة التحرش
جاء إنشاء حركة بصمة لمواجهة ظاهرة التحرش بعدما شهدت نهال حالات اعتداء جنسية جماعية خلال مشاركتها في إحدى المسيرات ضمن أحداث 25 يناير. وقد نظمت نهال مع أعضاء الحركة «دوريات لمكافحة التحرش» في الأماكن العامة ومحطات المترو. والتي نشرت عنها صحيفة فاينانشال تايمز مقال بعنوان «دوريات لحماية النساء المصريات»، حيث وصفت نهال الأمر بأن «المشكلة تكمن في أن 50 في المئة من المصريين يخافون من الخمسين في المئة الأخرى مما يمنع النساء من الخروج للعمل».

## آرائها السياسية
نهال ليبرالية نسوية شاركت في ثورة 25 يناير. وبرغم معارضتها نظام حكم الإخوان المسلمين بعد الثورة فإنها لم تشارك في مظاهرات 30 يونية أو دعمت سياسات المجلس العسكري كما أبدت تضامنها مع ضحايا الأحداث الدموية في الفترة التي تلت 30 يونية.